# 施特伦根
施特伦根是奥地利蒂罗尔州兰德克县的一个市镇。总面积23.2平方公里，总人口1233人，人口密度53.1人/平方公里（2005年）。